# Restrikcioni modifikacioni sistem
Restrikcioni modifikacioni sistem (RM sistem) koriste bakterije, a verovatno i neki drugi prokariotski organizmi, da bi se zaštitili od strane DNK, kao što je DNK bakteriofaga. Ovaj fenomen je prvi put uočen tokom 1950-tih. Utvrđeno je da pojedine bakterijske vrste inhibiraju (ograničavaju) rast virusa. Taj efekat je pripisan sekventno specifičnim restrikcionim enzimima.
Bakterije imaju restrikcione enzimime, koji se nazivaju i restrikcione endonukleaze, koji presecaju dvostruke DNK lance u fragmente na specifičnim mestima. Oni se zatim dalje razgrađuju posredstvom drugih endonukleaza. Infekcija se sprečava putem efektivnog uništavanja strane DNK unesene infektivnim agensom (poput bakteriofaga). Približno četvrtina poznatih bakterija poseduje RM sisteme i tih oko jedne polovine ima više jednog tipa sistema.
Sekvence prepoznavanja restrikcionih enzima su veoma kratke. One su prisutne u bakterijskoj DNK na više mesta. Da bi se sprečilo razlaganje sopstvene DNK, bakterija označava svoju DNK dodavanjem metil grupa na nju. Ta modifikacija ne ometa uparivanje baza, jer je obično samo nekoliko specifičnih baza modifikovano na svakom lancu.
Endonukleaze presecaju unutrašnje/neterminalne fosfodiesterske veze. Restrikcione endonukleaze presecaju samo nakon prepoznavanja specifične sekvence DNK, koja je obično 4-6 baznih parova duga, i često je palindromna.

## Tipovi restrikcionog modifikacionog sistema
Postoji pet vrsta restrikcionog modifikacionog sistem: tip I, tip II, tip IIS, tip III i tip IV. Svi oni imaju aktivnost restrikcionog enzima i metilaze. Oni su imenovani po redu otkrića, mada se sistem tipa II najčešće sreće.
Sistemi tipa I su najkompleksniji. Oni se sastoje od tri polipeptida: R (restrikcija), M (modifikacija), i S (specificičnost). Rezultujući kompleks može da preseca i metiliše DNK. Obe reakcize koriste ATP. Presecanje se često javlja na znatnom rastojanju od mesta prepoznavanja. S podjedinica određuje specifičnost restrikcije i metilacije. Presecanje se javlja na promenljivim rastojanjima od mesta prepoznavanja, tako da diskretni opsezi nisu lako uočljivi gel elektroforezom.
Sistemi tipa II su najjednostavniji i predominantni. Umesto da rade u kompleksu, metiltransferaza i endonukleaza su kodirane kao dva zasebna proteina i deluju nezavisno. Oba proteina prepoznaju isto mesto prepoznavanja, te imaju kompetitivno dejstvo. Metiltransferaza deluje kao monomer koji metiliše jedan po jedan lanac dupleksa. Endonukleaza deluje kao homodimer, koji preseca oba lanca. Do presecanja dolazi na definisanoj poziciji blizo ili unutar sekvence prepoznavanja, čime se proizvode diskretni fragmenti tokom elektroforeze na gelu. Iz tog razloga se sistemi tipa II koriste u laboratorijama za DNK analizu i kloniranje gena.
Sistemi tipa III imaju R i M proteine koji formiraju kompleks za modifikaciju i presecanje. M protein, međutim, može i samostalno da metiliše. Metilacija se takođe javlja na jednolančanoj DNK za razliku od većine drugih poznatih mehanizama. Heterodimer formiran od R i M proteina proizvodi nekompletno razlaganje supstrata.